# Roman W. Gankin
Roman W. Gankin (1938 - 1979) es un botánico estadounidense, profesor de botánica, en la Universidad de California.

## Algunas publicaciones
- rw Gankin, j. Major. 1964. Arctostaphylos myrtifolia, its biology and relationship to the problem of endemism. Ecology, 45(4): 792-808